# Lucien-Victor Delpy
Pour les articles homonymes, voir Delpy.
Lucien-Victor Delpy est un  peintre français né à Paris le 2 novembre 1898 et mort à Lorient le 16 juin 1967.

## Biographie
Né au cœur de Paris, dans l'Île de la Cité, Lucien-Victor Delpy est le fils de Georges Delpy, créateur et fabricant des duplicateurs Delpy dans le 4e arrondissement. Il est issu d'une lignée paternelle cousine du peintre Hippolyte Camille Delpy (1842-1910).
Côté maternel, il est le petit-fils du peintre Camille-Félix Bellanger de la Manufacture nationale de Sèvres.
Il est admis le 14 novembre 1914 à l'École nationale supérieure des beaux-arts dans les ateliers de Fernand Cormon, d'Émile Renard et de Jean-Pierre Laurens, puis il étudie auprès de Charles Fouqueray. Il installe son atelier à Montparnasse en 1923.
Durant la Première Guerre mondiale, il s'engage comme volontaire en 1917 jusqu'en octobre 1919, puis il revient à l'atelier Cormon. Il découvre la Bretagne en 1924 et s'installe à Concarneau peu après 1925, n'ayant de cesse de peindre le port, les entrées et les sorties des thoniers et leurs déchargements sur les quais et les diverses activités liées à la mer comme le ramassage des goémons. En 1952 il s'installe à Lorient où il est décédé.
Il expose au Salon des artistes français dès 1922 et y obtient une médaille d'argent en 1927 ainsi que le prix Paul Liot puis le prix Dumoulin pour l'Algérie en 1928. En 1929, il y présente les toiles La Fin du Québec  et Navire à quai, et est nommé peintre de la Marine en 1931, année où il reçoit également le grand prix de la Ville de Paris pour l'Afrique du Nord.
Durant la Seconde Guerre mondiale, il est envoyé en mission sur le front à Dunkerque en 1940, puis à Cherbourg. On le retrouve en mission avec l'Armée Rhin et Danube en 1945, année où il est nommé peintre des armées.
Delpy embarque en mission Toulon-Saïgon en 1950.
Il reçoit le prix des paysagistes français en 1946 et le prix Corot en 1947. Il est nommé chevalier de la Légion d'honneur en mars 1954.
Lucien-Victor Delpy sera également envoyé en mission comme peintre militaire en Algérie française en 1958 avec les fusiliers marins dans l'Oranais et à Nemours (aujourd'hui Ghazaouet).
Sa fille, Marine Delpy-Planque, a répertorié 1755 de ses tableaux dans le Catalogue raisonné des oeuvres de son père, représentant principalement des paysages finistériens et des thèmes marins. Vingt et un tableaux de l'artiste ont été vendus en 2013 à Quimper et 37 tableaux de Delpy ont été vendus aux enchères à Brest le 5 décembre 2015. Plusieurs de ses tableaux sont reproduits sur des sites Internet, comme celui consacré aux peintres de Concarneau, ou un autre présentant des œuvres du peintre sur le thème de l'Île d'Ouessant.

## Œuvres

### Œuvres dans les collections publiques
- Brest, musée des Beaux-Arts :
  - Brest, le port de commerce, 1929, huile sur toile, 54 × 65 cm ;
  - Le “Dunkerque” dans les bassins de Laninon , 1938, huile sur toile, 140 × 170 cm[7].
- Concarneau, collections municipales : La Fin du “Québec” à Concarneau, 1928, huile sur toile, 125 × 180 cm.
- Le Faouët, musée du Faouët : Église du Faouët, vers 1929, fusain sur papier filigrané.

### Œuvres dans les collections privées
(liste non exhaustive)
- Bord de mer et voiliers, Concarneau (1944, huile sur toile, collection particulière).
- Le pont de Recouvrance,  Brest (1924 ou 1934, huile sur toile,  signée et datée bas à droite, 54,5 X 64,5 cm, collection particulière).

## Expositions
- 1922 : Salon des artistes français.
- 1926 : Concarneau, Paris, Salon des artistes français.
- 1927 : 1er Salon national de la Marine.
- 1929 : Salon de l'Union artistique des amis de Concarneau.
- 1929 : galerie René Zivy, Paris.
- 1932 : galerie Saluden, Brest.
- 1946 : Salon des peintres aux armées.
- 1947 : Salon des artistes français.
- 1948 : 1er Salon des artistes brestois.
- 1964 : Salon des artistes français.
- 1966 : Salon de la Marine.

- 1983 : Palais des Congrès de Lorient, du 10 au 20 novembre.
- 1993 : Salon de la Société Lorientaise des Beaux-Arts.
- 1994 : Hôtel de Ville de Concarneau, Fête des Filets Bleus.
- 1998 : Musée des peintres du Faouët du 18 octobre au 15 novembre. Puis Hôtel de Ville de Bruz du 22 novembre au 20 décembre (Fêtant son centenaire).
- 2004 : Office du tourisme de Châteauneuf-du-Faou.
- 2005 : Perros-Guirec, à Ploumanac'h, Grande Rétrospective.
- 2005 : La ville de Saint-Briac-sur-Mer pour son 10ème Festival d'Art organisa au Couvent de la Sagesse une exposition :  Dix regards de peintres de marines consacrée à Édouard Adam (1847-1929), Étienne Blandin (1903-1991), Albert Brenet (1903-2005), Roger Chapelet (1903-1995), Lucien-Victor Delpy (1898-1967), Ernest Guérin (1887-1952), Marin-Marie (1901-1987), Mathurin Méheut ( 1882-1958), Joseph-Honoré Pellegrin (1793-1849) et aux Roux :Joseph (1725-1789), Antoine (1765-1835), et François Joseph Frédéric Roux (1805-1870).
- 2009 : Mairie de Landivisiau, salle du conseil, Salon de la peinture du Léon du 14 novembre au 16 décembre.